# Jessica Barden
Jessica Barden (Northallerton, 21 luglio 1992) è un'attrice britannica, nota per il ruolo di Alyssa nella serie televisiva The End of the F***ing World.

## Biografia
A tre anni si trasferisce a Wetherby (West Yorkshire) dove compie gli studi. Nel 2007 recita nella nota soap opera Coronation Street. In seguito la si vede in molte serie televisive britanniche e in film indipendenti sia inglesi che americani. Nel 2017 inizia a fare parte della serie TV The End of the F***ing World.
Il 19 ottobre 2021 annuncia su Instagram di aver dato alla luce il suo primo figlio.

## Filmografia

### Attrice

#### Cinema
- Mrs. Ratcliffe's Revolution, regia di Bille Eltringham (2007)
- Tamara Drewe - Tradimenti all'inglese (Tamara Drewe), regia di Stephen Frears (2010)
- Hanna, regia di Joe Wright (2011)
- Comedown, regia di Menhaj Huda (2012)
- In the Dark Half, regia di Alastair Siddons (2012)
- Mindscape, regia di Jorge Dorado (2013)
- Lullaby, regia di Andrew Levitas (2014)
- The Lobster, regia di Yorgos Lanthimos (2015)
- Via dalla pazza folla (Far from the Madding Crowd), regia di Thomas Vinterberg (2015)
- Mindhorn, regia di Sean Foley (2016)
- Habit, regia di Simeon Halligan (2017)
- Scarborough, regia di Barnaby Southcombe (2018)
- The New Romantic, regia di Carly Stone (2018)
- Jungleland, regia di Max Winkler (2019)
- Holler, regia di Nicole Riegel (2020)
- Pink Skies Ahead, regia di Kelly Oxford (2020)

#### Televisione
- Papà e mamma sono alieni (My Parents Are Aliens) – serie TV, episodio 1x03 (1999)
- No Angels – serie TV, episodio 2x03 (2005)
- The Chase – serie TV, episodio 1x02 (2006)
- Coronation Street – serial TV, 72 puntate (2007-2008)
- Chickens – serie TV, 4 episodi (2011-2013)
- Vera – serie TV, 2x01 episodio (2012)
- Coming Up – serie TV, episodio 11x05 (2013)
- The Outcast, regia di Iain Softley – miniserie TV, puntate 1-2 (2015)
- Murder – miniserie TV, puntata 3 (2016)
- Penny Dreadful – serie TV, 6 episodi (2016)
- Ellen, regia di Mahalia Belo – film TV (2016)
- The End of the F***ing World – serie TV, 16 episodi (2017-2019)
- Lambs of God, regia di Jeffrey Walker – miniserie TV (2019)
- Better Things – serie TV, 3 episodi (2020)
- Urban Myths – serie TV, episodio 4x02 (2020)
- Frammenti di lei (Pieces of Her), regia di Minkie Spiro – miniserie TV, 7 puntate (2022)
- You & Me – serie TV, 3 episodi (2023)
- American Horror Stories – serie TV, episodi 3x01-3x08 (2023-2024)
- Dune: Prophecy – serie TV (2024)

#### Cortometraggi
- Lay Me Down, regia di Lucy Tcherniak (2014)
- TEOTFW, regia di Jonathan Entwistle (2014)
- The Dark, regia di Tom Hemmings (2014)
- The Earth Belongs to No One, regia di Ani Laurie (2015)
- Straight Edge, regia di Misha Vertkin (2015)
- Sweet Maddie Stone, regia di Brady Hood (2016)
- Earthy Encounters, regia di Sam Johnson (2018)

#### Videoclip musicali
- Maniac di Conan Gray, regia di Joe Mischo (2019)
- Under the Graveyard di Ozzy Osbourne, regia di Jonas Åkerlund (2019)

### Doppiatrice

#### Televisione
- Robot Chicken – serie TV, 4 episodi (2021-2022)

## Doppiatrici italiane
Nelle versioni in italiano delle opere in cui ha recitato, Jessica Barden è stata doppiata da:
- Valentina Favazza[1] in Tamara Drewe - Tradimenti all’inglese[2], The Lobster[3]
- Veronica Puccio[4] in Hanna[5], Frammenti di lei[6]
- Emanuela Ionica[7] in Via dalla pazza folla[8]
- Lucrezia Marricchi[9] in Mindhorn[10], Penny Dreadful[11]
- Martina Tamburello[12] in The End of the F***ing World[13]
- Martina Felli in Dune: Prophecy